# Курбанов Валерій Білялович
Курбанов Валерій Білялович (9 лютого 1939, м. Чита, РФ — 30 вересня 2009, Київ) — співак (бас-баритон), режисер, театрознавець, педагог. Професор (1999). Заслужений діяч мистецтв України (2007), заслужений артист Азербайджанської РСР (1967). Дипломант Всесоюзного огляду художньої самодіяльності (Москва, 1955).

## Життєпис
Закінчив Московську консерваторію (1962; клас вокалу О. Батуріна), Київський інститут театрального мистецтва (1978; режисерський факультет).
Від 1962 — соліст Азербайджанського театру опери та балету ім. М. Ахундова (Баку), де також здійснив постановку опери «Богема» Дж. Пуччіні.
Протягом 1970—1972 років стажувався у Великому театрі в Москві, де водночас навчався на Вищих курсах режисерської майстерності у Б. Покровського.
Від 1978 — у Київському університеті театру, кіно і телебачення: 1980–85 — художній керівник режисерського курсу студентів-іноземців, 1990–95 — першого в Україні курсу музичного режисування, 1983–86 — декан театрального факультету, від 1986 — завідувач кафедри музичного виховання. Водночас 1978–84 був солістом Філармонії, від 1995 викладав у Національній музичній академії України.
Виступав на театральних і концертних сценах країн СНД, Німеччини, Польщі, Болгарії, Туреччини, Австрії та інших. Мав записи на радіо. Художній керівник постановок:
- «Богема» Дж. Пуччіні (1994),
- «Телефон» за оперою Дж. Менотті, 2001
- «Кавова кантата» Й.-C. Баха 2001; усі — Національна опера України, Київ
- «Давайте ставити оперу» Б. Бріттена (2002, Одеський театр опери та балету),
- мюзиклу «Софія Потоцька» О. Костіна (2001, Київський театр оперети);
- «Пошились у дурні» М. Кропивницького (1994; навчальний театр при Київському університеті театру, кіно і телебачення),
- «Лісова пісня» В. Кирейка (1999),
- «Травіата» Дж. Верді (2000),
- «Любовний напій» Ґ. Доніцетті (2002),
- «Царева наречена» М. Римського-Корсакова (2004; усі — театр-студія «Молода опера» при Національній музичній академії України).

Серед учнів — В. Баша, П. Гарбуз, О. Камінська, К. Кашликов, О. Кужельний, В. Пилипчак, Т. Романюк, Д. Савченко.

## Партії
- Борис Годунов (однойм. опера М. Мусоргського),
- Мельник («Русалка» О. Даргомижського),
- Князь Ігор (однойм. опера О. Бородіна),
- Рене («Іоланта» П. Чайковського),
- Мефістофель («Фауст» Ш. Ґуно),
- Ескамільо («Кармен» Ж. Бізе),
- Дон Базиліо («Севільський цирульник» Дж. Россіні).

## Праці
- Музична режисура та майстерність актора. 1982;
- Введення до основ музичної режисури (оперета і мюзикл). 1988;
- Введення до основ музичної режисури (про досвід роботи К. С. Станіславського і В. І. Немировича-Данченка у музичному театрі). 1988;
- Вокальне виховання актора театру і кіно. 1989 (усі — Київ);
- Курбанов В. Традиційність і проблеми інтерпретації оперної вистави // Часопис Національної Музичної Академії України ім. П. І. Чайковського. Київ, 2009. №3. С.30–35.